# Chikara Fujimoto
Chikara Fujimoto (藤本主税?, Fujimoto Chikara; Yamaguchi, 31 ottobre 1977) è un ex calciatore giapponese, di ruolo centrocampista.